# The Will of a Woman
The Will of a Woman é um álbum não oficializado de Shania Twain, feito para edição especial do perfume "Shania Starlight",  lançado em 2008. O álbum é uma coletânea que contém músicas já gravadas de álbuns anteriores, e algumas performances especias inéditas.

## Músicas
1. Party for Two (feat. Billy Currington)
2. Shoes (versão pop)
3. I Ain't no Quitter
4. Don't
5. You Needed Me (feat. Anny Murray)
6. Coat of Many Colours
7. Fron This Moment On (feat. Bryan White)
8. Amnersis' Letter
9. Shoes (versão country)
10. You're Still The One / Something About The Way You Look Tonight (medley whith Elton John)
11. You've Got a Way
12. Blue Eyes Crying In The Rain (feat. Willie Nelson)
13. You Shooked Me All Night Long
14. Party for Two (feat. Mark McGrath)
15. Superstition (feat. Stive Wonder)